# Ненсъюган
Ненсъюган (Ненсъеган; устар. Ненс-Юган) — река в России, протекает по территории Ханты-Мансийского района Ханты-Мансийского автономного округа. Устье реки находится в 175 км по левому берегу реки Назым. Длина реки — 172 км, площадь водосборного бассейна — 1210 км². Река протекает вдали от населённых пунктов. Берёт своё начало из группы Ненсъюганлорских озёр.

## Притоки
- 10 км: Полухъюган (лв)
- 25 км: Охтьюган (лв)
- 53 км: Тоусоим (лв)
- 60 км: Ешпуръюган (пр)
- 71 км: Тункоръюган (пр)
- 80 км: Сорумъюган (пр)
- 82 км: Митрисоим (лв)
- 121 км: Вармъюган (лв)
- 136 км: Нангпайсоим (пр)
- Малый Ненсъюган (лв)[2]

## Данные водного реестра
По данным государственного водного реестра России относится к Верхнеобскому бассейновому округу, водохозяйственный участок реки — Обь от города Нефтеюганск до впадения реки Иртыш, речной подбассейн реки — Обь ниже Ваха до впадения Иртыша. Речной бассейн реки — (Верхняя) Обь до впадения Иртыша.